# ヨーロッパ映画賞 撮影賞
ヨーロッパ映画賞 撮影賞（European Film Academy for Best Cinematographer）は、ヨーロッパ映画賞における最優秀撮影賞である。ヨーロッパ映画アカデミーにより1989年から授与されている。
イタリアの世界的撮影監督カルロ・ディ・パルマの名にちなみ、「カルロ・ディ・パルマ賞」の名称で呼ばれる。

## 受賞者
- 1989 - ウルフ・ブラントース & イェリエン・ペルション（『屋根の上の女』）
- 1990 - トニーノ・ナルディ（『宣告』）
- 1991 - ウォルター・ヴァンデン・エンデ（『トト・ザ・ヒーロー』）
- 1992 - ジャン＝イヴ・エスコフィエ （『ポンヌフの恋人』）
- 1993 - 1996（授賞なし）
- 1997 - ジョン・シール（『イングリッシュ・ペイシェント』）
- 1998 - エイドリアン・ビドル（『ブッチャー・ボーイ』）
- 1999 - ラホス・コルタイ（『海の上のピアニスト』&『太陽の雫』）
- 2000 - ヴィットリオ・ストラーロ（『ゴヤ』）
- 2001 - ブリュノ・デルボネル（『アメリ』）
- 2002 - パヴェル・エデルマン（『ピアニスト』）
- 2003 - アンソニー・ドッド・マントル（『ドッグヴィル』& 『28日後...』）
- 2004 - エドゥアルド・セラ（『真珠の耳飾の少女』）
- 2005 - フランツ・ラスティグ（『アメリカ、家族のいる風景』）
- 2006 - バリー・アクロイド（『麦の穂をゆらす風』）および ホセ・ルイス・アルカイネ（『ボルベール〈帰郷〉』）
- 2007 - フランク・グリーベ（『パフューム ある人殺しの物語』）
- 2008 - マルコ・オノラート（『ゴモラ』）
- 2009 - アンソニー・ドッド・マントル（『スラムドッグ$ミリオネア』）
- 2010 - ジオラ・ビヤック（『レバノン』）
- 2011 - マヌエル・アルベルト・クラロ（『メランコリア』）
- 2012 - ショーン・ボビット（『SHAME -シェイム-』）
- 2013 - Asaf Sudry（Fill the Void）